# Damien Dovy
Damien Dovy, né le 31 mars 1966 à Vitry-sur-Seine, en France, est un karatéka franco-béninois, 7ème DAN, expert fédéral et double champion du monde kumite (individuel).

## Carrière
Damien Dovy évoluait en kumite dans la catégorie des moins de 60 kg. 
Sous les couleurs françaises, il est sacré champion du monde des super-légers en 1994 et remporte une médaille de bronze en 1992. Il est également médaillé de bronze aux Jeux mondiaux de 1993. Au niveau continental, il est sacré champion d'Europe en kumite individuel en 1989, 1992, 1995 et 1996 ; il est médaillé d'argent en 1997, et médaillé de bronze en 1993 et 1994.
Il obtient huit titres de champion de France des super-légers entre 1988 et 1996.
En 1998, il n'est pas sélectionné par l'équipe de France pour les championnats du monde de Rio. Après cette rupture dans sa carrière, il rebondit en concourant sous les couleurs du Bénin, le pays de son père. Après une médaille de bronze aux Mondiaux de 2000, il devient lors des Championnats du monde de karaté 2002 le plus vieux champion du monde de l’histoire et le premier combattant sacré sous les couleurs de deux pays. Après une coupure due à une rupture du tendon d'Achille entre 2006 et 2008, il est sacré champion d'Afrique 2008. Il arrête sa carrière en 2012 lors des Championnats du monde à Paris.

## Galerie

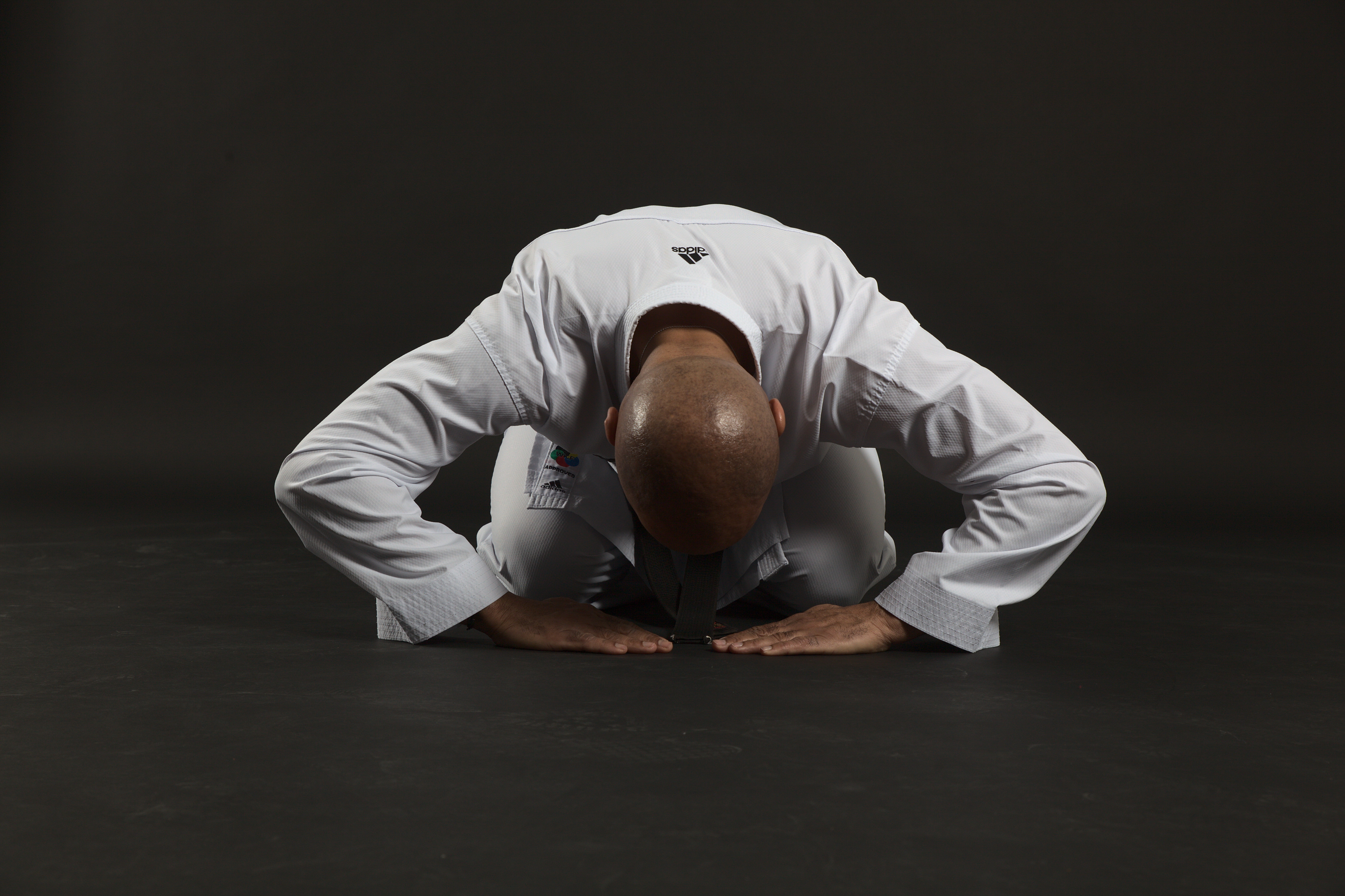
Salut.
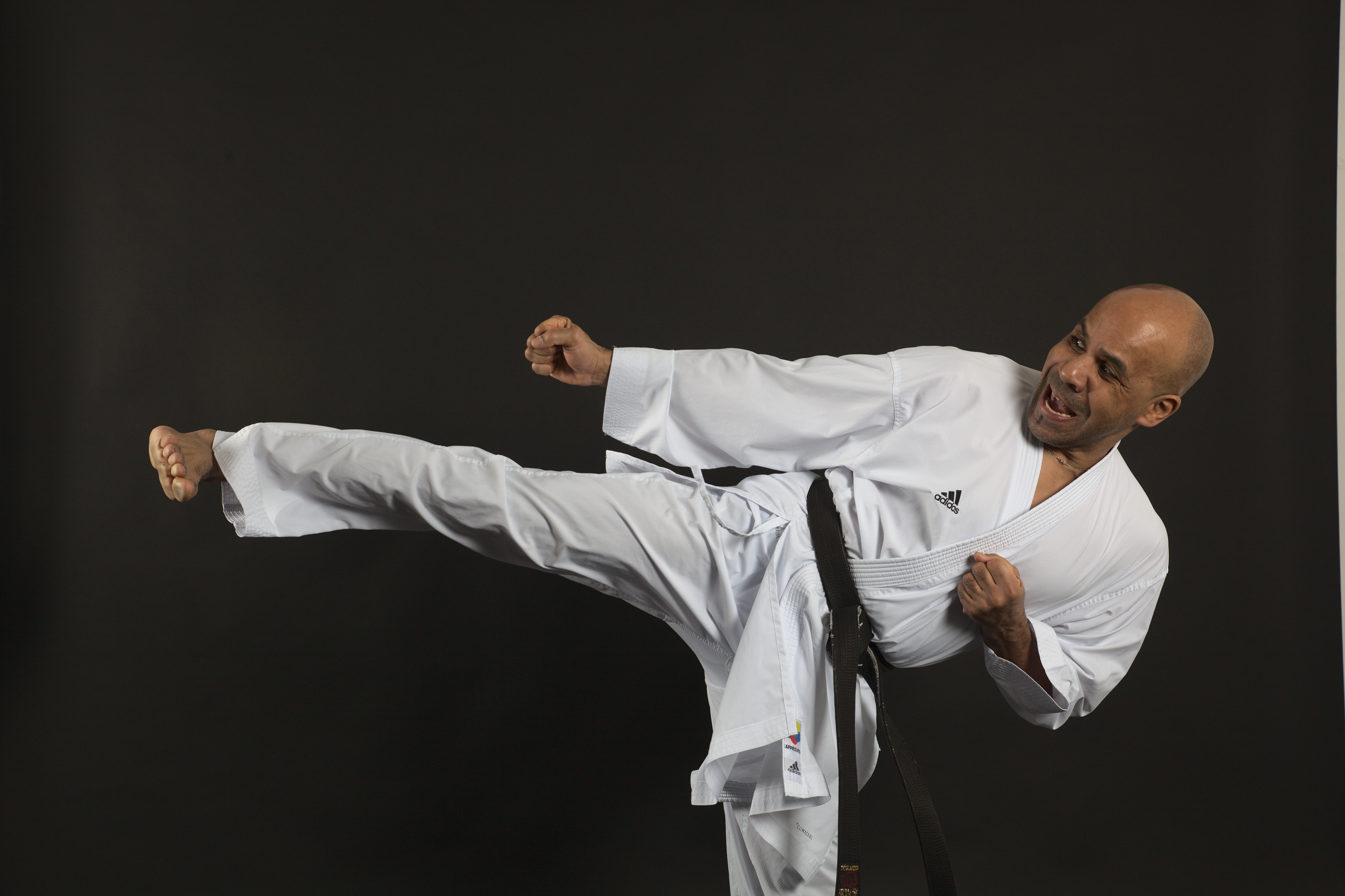
Yoko Geri.